# K'an Joy Chitam I
K'an Joy Chitam I (4 maggio 490 – 8 febbraio 565) è stato un governante dalle città Maya di Palenque.
Prese il potere nel 529 e lo tenne fino alla sua morte.